# Праздники Египта
Праздники Египта классифицируются по-разному. Имеется ряд общенациональных праздников, отмечаемых всеми группами населения. Поскольку ислам является государственной религией, исламские праздники празднуются всеми египтянами. Христианские праздники не являются общенациональными (кроме православного Рождества), однако христианам не запрещается их праздновать.

## Национальные праздники
Эти праздники отмечаются во всей стране, государственные учреждения в этот день закрыты. Это либо национальные светские праздники, либо важные религиозные.
| Дата      | Название                | Описание                                                                         |
| --------- | ----------------------- | -------------------------------------------------------------------------------- |
| 7 января  | Рождество               | Празднуется рождество Иисуса Христа                                              |
| 25 апреля | День освобождения Синая | Отмечается вывод израильских войск с Синайского полуострова                      |
| 1 мая     | День труда              |                                                                                  |
| 23 июля   | День революции          | Празднуется Июльская революция 1952г                                             |
| 6 октября | День вооружённых сил    | Отмечается форсирование суэцкого канала Египетскими войсками в Войне Судного дня |

### Праздники с нефиксированной датой
Эти праздники являются общенациональными, однако их дата каждый год разная — в соответствии с коптским и исламским календарями:
| Название                         | Описание                                                           |
| -------------------------------- | ------------------------------------------------------------------ |
| Шам Эн-Насим (Весенний праздник) | Понедельник после православной пасхи                               |
| Мусульманский новый год          | Новый год по исламскому лунному календарю                          |
| Мавлид                           | Рождество пророка Мухаммеда                                        |
| Ид аль-Фитр                      | Праздник разговения в честь окончания поста в месяц рамадан, 3 дня |
| Ид аль-Адха                      | Праздник жертвоприношения после окончания хаджа, 4 дня             |

## Другие праздники
Эти праздники широко отмечаются, хотя правительственные учреждения работают в обычном режиме.
| Дата       | Название                                 | Описание                                                                       |
| ---------- | ---------------------------------------- | ------------------------------------------------------------------------------ |
| 1 января   | Новый год                                | Новый год по григорианскому календарю                                          |
| 1 марта    | День спортсменов                         | Праздник всех спортсменов Египта                                               |
| 21 марта   | День матери                              | Праздник всех матерей                                                          |
| 18 июня    | День эвакуации (Ид аль-Галаа)            | Отмечается эвакуация иностранных войск в 1954                                  |
| 15 августа | Разлив Нила (Вафа ан-Нил)                | Празднуется начало паводка на Ниле                                             |
| 21 октября | День ВМФ Египта                          | Празднуется уничтожение израильского эсминца «Эйлат» в 1967                    |
| 24 октября | День Суэца/ День народного сопротивления | Отмечается сопротивление местного населения в Суэце во время Войны Судного дня |
| 23 декабря | День Победы                              | Отмечается окончание Суэцкого кризиса                                          |